# Муди бинт Халид Аль Сауд
Муди бинт Халид Аль Сауд (араб. موضي بنت خالد آل سعود‎) — представительница правящей в Саудовской Аравии династии Саудитов, филантроп, дочь короля Халида. В январе 2013 года она стала одной из первых женщин-членов Консультативного совета Саудовской Аравии. Её срок полномочий в совете закончился в декабре 2016 года.

## Ранние годы и образование
Принцесса Муди — дочь короля Халида и Ситы бинт Фахд аль-Дамир. Базовое образование она получила в Эр-Рияде, Муди изучала французский язык.

## Деятельность
Муди бинт Халид является генеральным секретарём Фонда короля Халида и председателем его инвестиционного комитета, а также генеральным секретарём Фонда Аль-Нахда в Эр-Рияде. Последний был удостоен первой премии Шайо для правозащитных организаций стран Персидского залива в 2009 году. Она является членом правления «Saut», фонда в поддержку людей с синдрома Дауна в Саудовской Аравии. В 2011 году Муди бинт Халид начала предоставлять стипендии в рамках программы Legatum Center студентам из Саудовской Аравии для обучения в Массачусетском технологическом институте. Она также входит в правление организации «Art of Heritage».
В январе 2013 года принцесса Муди была избрана в Консультативную ассамблею, став одной из первых 30 саудовских женщин Саудовской Аравии, назначенных в этот законосовещательный орган. Она была одной из двух представительниц королевской династии в совете (другая — Сара бинт Фейсал, дочь короля Фейсала). Срок полномочий обеих женщин закончился в декабре 2016 года, когда король Салман назначил новых членов ассамблеи.

## Личная жизнь
Принцесса Муди вышла замуж за Абдула Рахмана ибн Фейсала, сына короля Фейсала. Её супруг был военным офицером в Саудовской армии, он умер в возрасте 73 лет в марте 2014 года.
У пары осталось трое детей: две дочери (Сара и Аль Бандари) и сын Сауд. Аль Бандари бинт Абдул Рахман, которая была главой Фонда короля Халида и ряда других неправительственных организаций, скончалась в марте 2019 года.